# 1 szeląg (1804–1806)

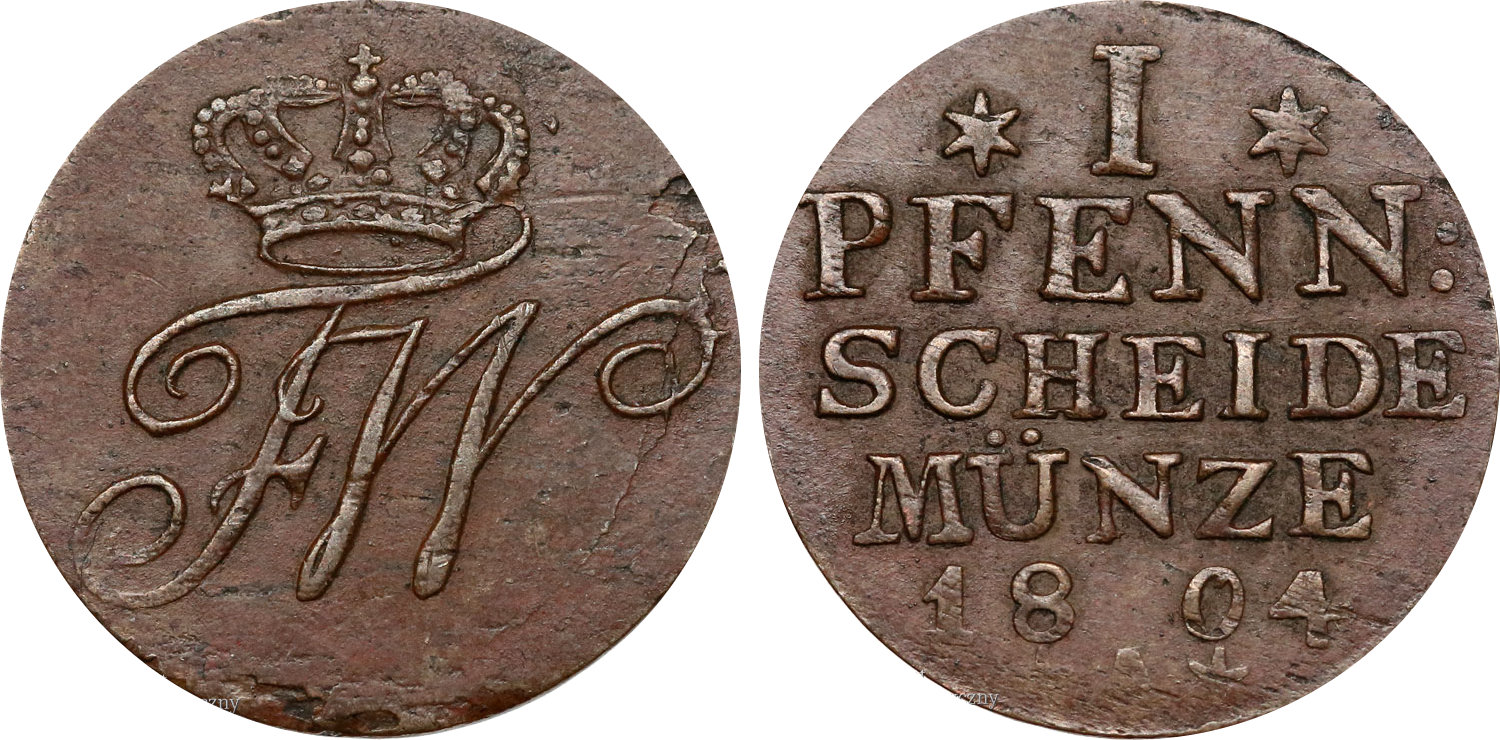
Analogiczny 1 fenig 1804 bity dla innej prowincji pruskiej

1 szeląg (1804–1806) – moneta szelągowa bita dla Prus Wschodnich i Prus Zachodnich w latach 1804, 1805 i 1806, za panowania Fryderyka Wilhelma III.

## Awers
W centralnej części umieszczono ukoronowany monogram FW.

## Rewers
U samej góry znajduje się nominał 1, po jego bokach gwiazdki, poniżej napis „SCHILLING”, pod nim napis „PR:SCHEIDE”, poniżej „MÜNZE”, pod nim rok bicia 1804, 1805 albo 1806, na samym dole znak mennicy – literka A, a po jej obu stronach kropki.

## Opis
Moneta była bita w mennicy w Berlinie, w miedzi, na krążku o średnicy 20 mm i masie 1,9–2,65 grama, z rantem gładkim. Stopień rzadkości poszczególnych roczników przedstawiono w tabeli:
| Nominał  | Rok  | Stopień rzadkości | Liczba egzemplarzy | Liczba odmian | Zdjęcie |
| -------- | ---- | ----------------- | ------------------ | ------------- | ------- |
| 1 szeląg | 1804 | R3                | 601–3000           |               |         |
| 1 szeląg | 1805 | R3                | 601–3000           |               |         |
| 1 szeląg | 1806 | R3                | 601–3000           | 13            |         |

W latach 1790–1797, za panowania Fryderyka Wilhelma II, w mennicy w Królewcu (literka E na rewersie) bito identyczną monetę szelągową dla Prus Wschodnich i Zachodnich. Wcześniejsze monety szelągowe (przed 1790 r.) były bite tylko w bilonie.